# 米歇爾·索馬
米歇爾·索馬（義大利語：Michele Somma；1995年3月16日—）是一位意大利足球運動員。在場上的位置是後衛。目前效力於意大利足球丙级联赛球隊巴勒莫，曾效力於意大利足球甲級聯賽球隊恩波利足球俱樂部。